# 仙后座V373
仙后座V373，又名BD+56 3115，HD 224151、SAO 35899、HR 9052，是仙后座的一颗恒星，视星等为6，位于銀經115.44，銀緯-4.64，其B1900.0坐标为赤經23h 50m 32.7s，赤緯+56° -4.64′ 20″。